# Frozen River - Fiume di ghiaccio
Frozen River - Fiume di ghiaccio è un film indipendente del 2008, scritto e diretto da Courtney Hunt, con protagoniste Melissa Leo e Misty Upham.
Il film è un dramma con venature noir, definito da Quentin Tarantino «il più emozionante thriller dell'anno».

## Trama
Residente nella North Country dell'Upstate New York, vicino alla riserva St. Regis Mohawk di Akwesasne e al confine con Cornwall, Ontario, Ray Eddy è una commessa di un discount che lotta per crescere due figli con il marito, un giocatore d'azzardo compulsivo che è scomparso con i fondi che lei aveva destinato a finanziare l'acquisto di una casa mobile a due piani. Mentre lo cerca, poco prima di Natale, incontra Lila Littlewolf, un'impiegata della sala bingo Mohawk che sta guidando l'auto di lui, che dice di aver trovato abbandonata con le chiavi nel cruscotto alla stazione degli autobus locale. Lila desidera ardentemente il giorno in cui potrà reclamare e vivere con il figlio piccolo, che le è stato sottratto dalla suocera subito dopo la nascita. Le due donne, entrambe in difficoltà economiche, stringono un'alleanza disperata e scomoda e iniziano a contrabbandare immigrati clandestini dal Canada agli Stati Uniti attraverso il congelato fiume San Lorenzo per 1.200 dollari a testa. T.J., il figlio maggiore di Ray, vuole trovare un lavoro e contribuire al sostentamento della famiglia per potersi permettere di mangiare qualcosa di più sostanzioso di popcorn e succo d'arancia, ma la madre vuole che frequenti il liceo e si occupi del fratellino Ricky.
Il percorso delle donne le porta da una riserva indiana negli Stati Uniti a una riserva indiana in Canada, sperando di evitare di essere scoperte dalle forze dell'ordine locali. I loro problemi aumentano quando viene chiesto loro di trasportare una coppia di pakistani e Ray, temendo che il loro borsone possa contenere esplosivi, lo abbandona a temperature sotto zero, solo per scoprire, quando arrivano a destinazione, che conteneva il loro bambino neonato. Lei e Lila ripercorrono la strada e trovano la borsa e il bambino, che Lila rianima prima di farlo ricongiungere con i genitori del bambino. L'esperienza la lascia scossa e annuncia di non voler più partecipare all'operazione di contrabbando. Ma Ray, avendo bisogno di un'altra traversata per finanziare l'acconto della sua casa mobile, la costringe a unirsi a lei per un ultimo viaggio. Per la traversata prelevano due donne asiatiche da uno strip club. Quando il proprietario del locale tenta di farle pagare, Ray lo minaccia con una pistola, ma, quando lei sta rientrando in macchina, questi vendica sparando a Ray nell'orecchio. Scossa, la sua guida veloce e irregolare attira l'attenzione della polizia provinciale.
Ray cerca di sfuggire alla cattura attraversando il fiume ghiacciato, dove una delle ruote dell'auto sfonda il ghiaccio. Le quattro donne abbandonano quindi il veicolo e si rifugiano nella riserva indiana. Poiché la polizia chiede un capro espiatorio, il capo tribù decide di scomunicare Lila per cinque anni a causa del suo passato di contrabbandiere che ha comportato la morte del marito Mohawk. Sorpresa e rattristata dalla notizia, Ray cede alle suppliche di Lila di tornare libera per il bene dei suoi figli. Ray consegna la sua parte di denaro a Lila con le istruzioni di prendersi cura dei suoi figli e di portare a termine il progetto di acquisto di una casa mobile. Ray e gli immigrati clandestini vengono consegnati alla polizia e un agente ipotizza che dovrà scontare quattro mesi di carcere. Ray chiama suo figlio T.J. per spiegargli cosa è successo. Lila si reca alla casa della suocera e recupera il figlio. Lei e il bambino si presentano alla roulotte degli Eddy mentre T.J. è ancora al telefono con la madre incarcerata. Qualche tempo dopo T.J. completa la saldatura di una giostra azionata per il fratello minore e il bambino di Lila, il tutto mentre un camion, che trasportare la nuova casa mobile, si sta avvicinando.

## Distribuzione
Distribuito nelle sale italiane il 13 marzo 2009, il film ha vinto il Gran Premio della Giuria al Sundance Film Festival ed è stato candidato a due Oscar, come miglior attrice a Melissa Leo e come miglior sceneggiatura originale.
Il film è stato distribuito in DVD il 10 febbraio 2010.

## Accoglienza
L'accoglienza della critica al film è stata molto positiva. Frozen River ha un indice di gradimento dell'88% sul sito di aggregazione di recensioni Rotten Tomatoes, basato su 138 recensioni, e una valutazione media di 7,30/10, mentre su Metacritic ha ottenuto un punteggio di 82 su 100 su Metacritic, basato su 30 critiche, che indica "un'acclamazione universale".
Il film è apparso inoltre in molte liste che citano i migliori film del 2008, tra cui quelle del Philadelphia Inquirer, del Los Angeles Times, dell'Hollywood Reporter, del New York Post, del Miami Herald, del New York Times e del Chicago Reader.

## Premi
- Independent Spirit Awards 2009
  - Miglior attrice protagonista (Melissa Leo)
  - Producers Award
- National Board of Review Awards 2008
  - Miglior regista esordiente
  - Spotlight Award a Melissa Leo
- Premio Leone Nero al miglior film al Noir in Festival di Courmayeur
- Gran Premio della Giuria al Sundance Film Festival
- Gotham Independent Film Awards 2008
  - Miglior film
  - Miglior interprete a Melissa Leo
- Cavallo di Bronzo al Festival di Stoccolma
- Miglior opera prima ai New York Film Critics Circle Awards
- Premio della critica al Festival di Amburgo
- Premio Fipresci al Geneva Cinéma Tout Ecran